# Zomerbiatlon

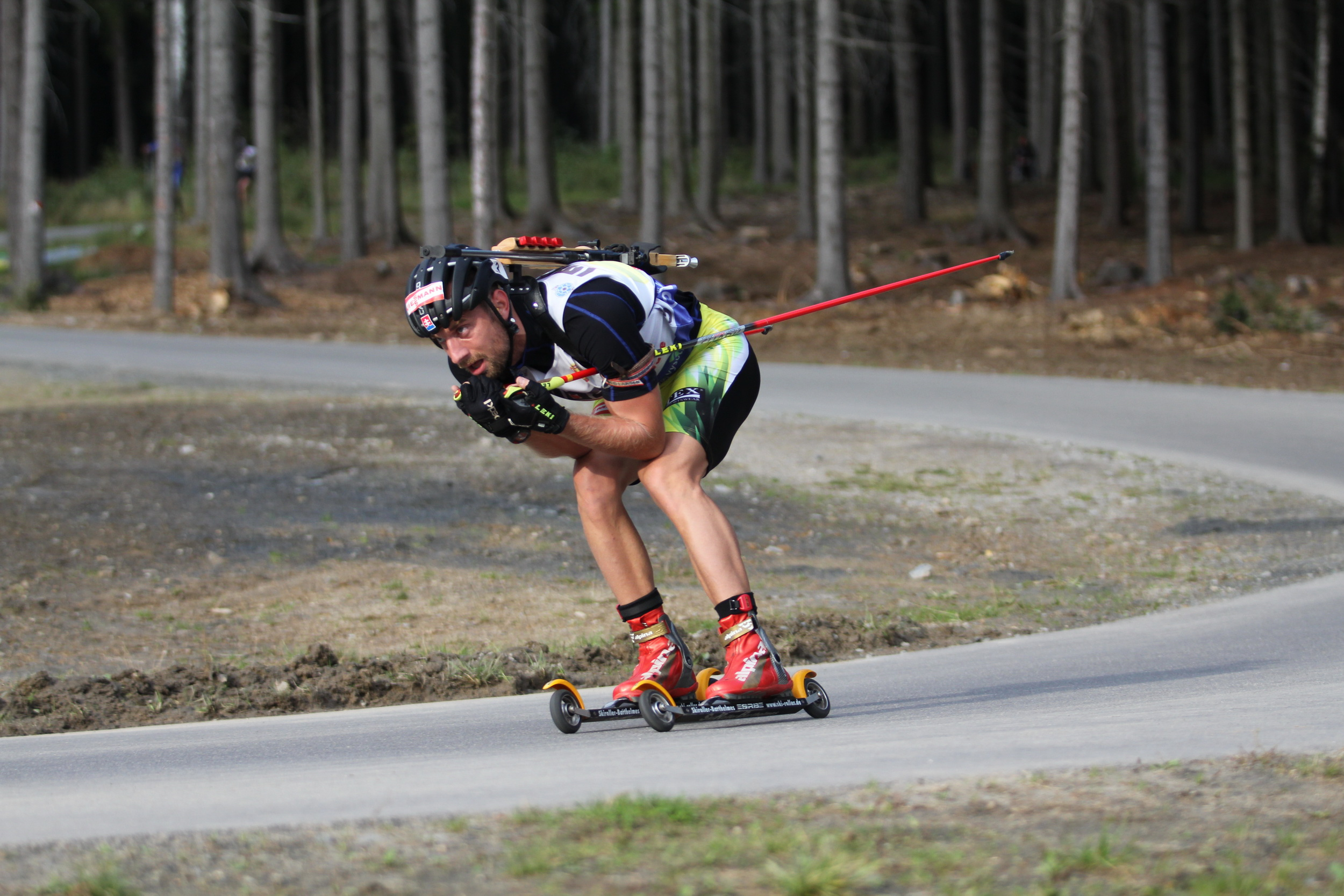
Zomerbiatlon: rolskiën

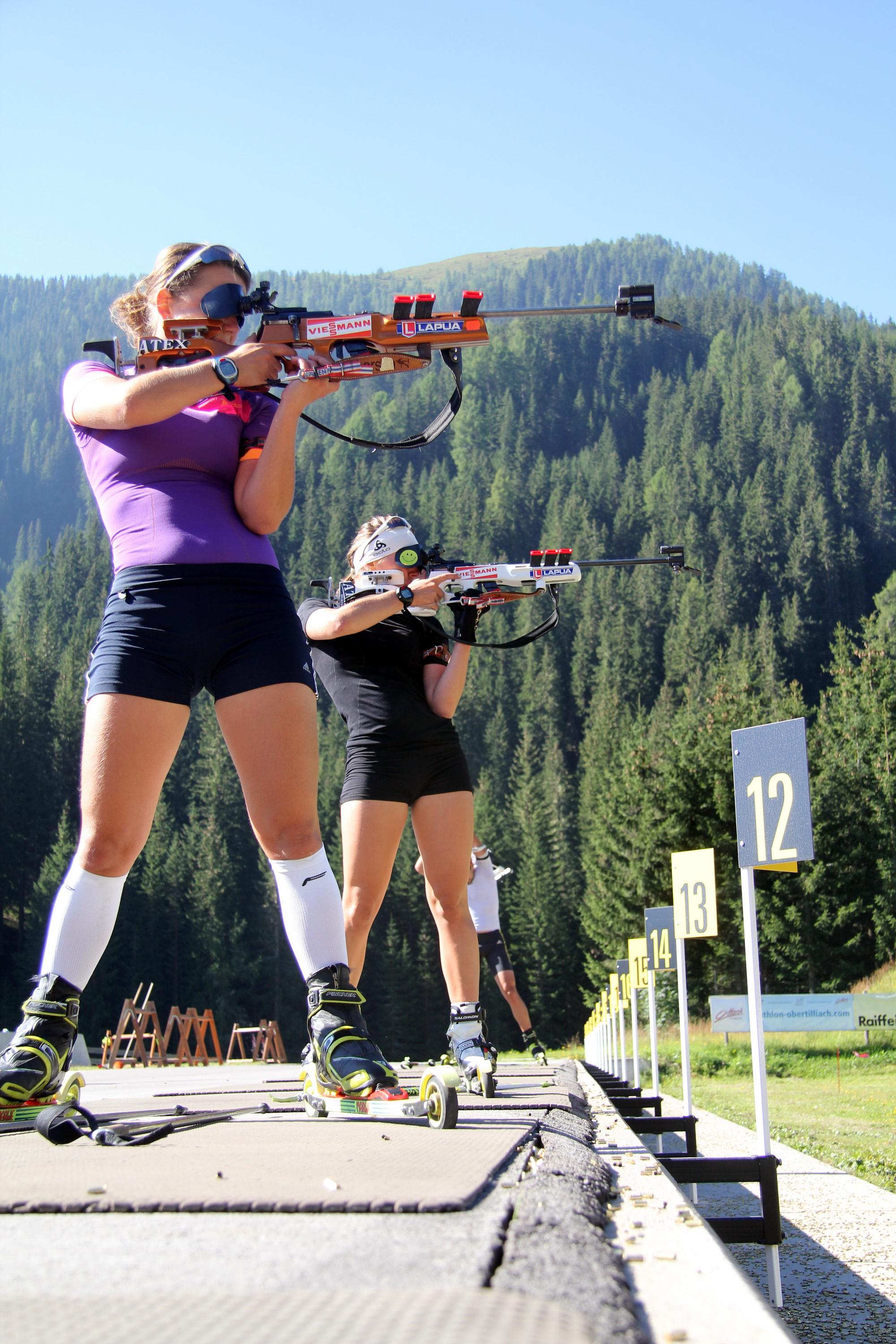
Zomerbiatlon: schieten

Zomerbiatlon is een combinatie van hardlopen of rolskiën en schieten.
Bij het schieten komt het aan op kracht en uithoudingsvermogen en op concentratievermogen en zelfdiscipline. De biatleet loopt een bepaalde afstand, die onderbroken wordt door twee schietmomenten (liggend en staand schieten) in een zo kort mogelijke tijd.
Bij iedere schietronde moet de biatleet vijf klapschijven (klepjes) proberen te raken. Als het klepje geraakt is valt het om, zodat de treffer voor iedereen duidelijk zichtbaar is.
Het gebruikte wapen is een enkel- of meerschots luchtgeweer, het gewicht is maximaal 5,5 kilogram. De schietkracht wordt geleverd door middel van luchtdruk (tot 300 bar), CO2 of persluchtcilinders en zijspanner. De munitie is de Diabolo 4,5 millimeter = kaliber .177 . Er wordt niet (meer) gebruikgemaakt van het klein kaliber .22, wat bij de winterbiatlon wel gebruikelijk is. De schietafstand is 10 meter, de doelen zijn klepkastjes met liggend een diameter van 15 mm en staand een diameter van 35 mm. Er zijn verschillende klassen, dames - heren en leeftijdsgebonden klassen (junioren - senioren - veteranen). Afhankelijk van de klasse is de loopafstand 5 of 6 kilometer (off road, trail) met tussendoor 4x schieten op 5 doelen. 2x staand 2 keer liggend (om en om). Na elke serie (5 schoten) wordt een strafronde gelopen voor elk gemist doel. Een strafronde is ca. 70 meter. De eindtijd bepaalt de klassering. Eventueel kunnen tijdstraffen worden opgelegd (te weinig strafronden gelopen), of bijvoorbeeld bij een enkelschotswapen wordt tijd in mindering gebracht ter compensatie voor de extra (laad) handelingen. In tegenstelling tot de winterbiatlon wordt het wapen op de schietplaats achtergelaten en dus niet (op de rug) meegenomen.
Initiator van deze gecombineerde atletiek- en schietsportdiscipline is de KNSA (Koninklijke Nederlandse Schutters Associatie), die is aangesloten bij het NOC*NSF. Er zijn jaarlijks meerdere districtskampioenschappen en er wordt jaarlijks een Nederlands kampioenschap gehouden.